# GAZ-21
GAZ M-21 (od roku 1965 pouze GAZ-21), první model značky nesoucí jméno „Volha“ («Во́лга» ГАЗ-21), je sovětský automobil vyšší střední třídy vyráběný od roku 1956 do roku 1970. Byl vyráběn automobilkou GAZ jako nástupce modelu M20 Poběda. GAZ M-21, neoficiálně nazývaný též Carevna, byl nahrazen typem Volha Gaz M-24.
Od roku 1962 se vyrábělo také provedení kombi označované jako GAZ M-22, na některých trzích doplněné přízviskem Universal. Celkem se mezi lety 1956 až 1970 prodalo ve všech provedeních na 638 875 vozů Volha první generace.

## Historie
Nový model automobilky sídlící v Gorkém (dnes Nižnij Novgorod) byl vyvíjen jako nástupce ve své době inovativního M-20 Poběda, prvního sovětského vozu se samonosnou karoserií. V roce 1954 vznikají první prototypy, výroba se v menších počtech rozbíhá v roce 1956, na plno až od roku následujícího jako Volha 1. série. Do roku 1958 probíhala produkce souběžně s poslední variantou modelu Poběda. Volha měla samonosnou čtyřdveřovou karoserii typu sedan s bohatým chromováním a designovými prvky typickými pro automobily 50. let. Vzhled vozu, za který byl odpovědný návrhář L. M. Jeremejev, mohl konkurovat i tehdejším automobilům ze západních zemí, přičemž se zčásti podobal např. automobilům Ford, Simca nebo Standard.

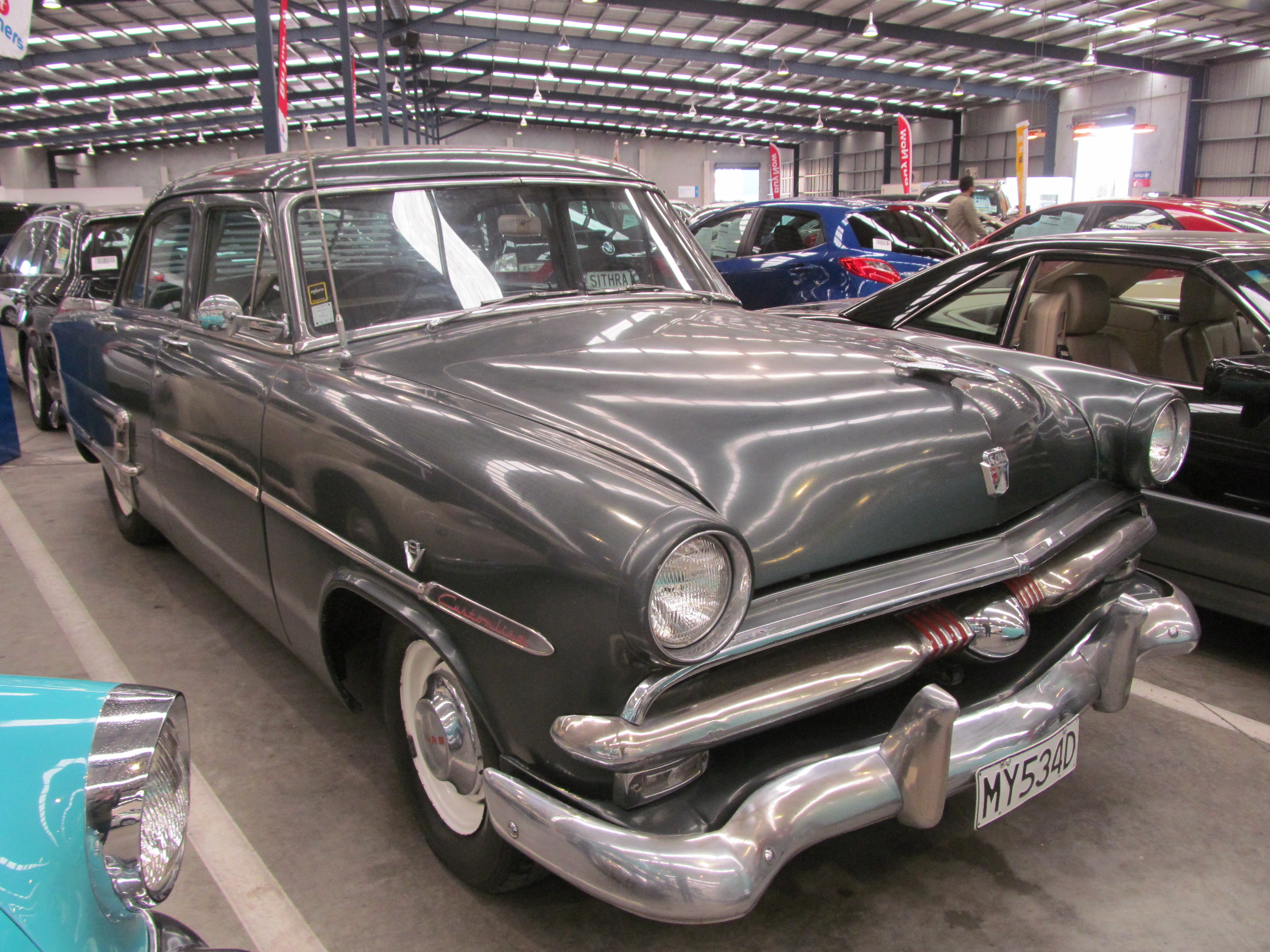
Ford Customline r.v. 1953.

Zvláštní podobnost měly první modely GAZ-21 s vozy Ford Customline z roku 1953. Tyto byly ovšem vybavovány řadovými šestiválci 3,5 litrů nebo motory V8 3,9 l.
GAZ-21 zpočátku poháněl vylepšený čtyřválec SV z modelu Poběda se zvýšeným objemem 2 432 cm3 a výkonem 48 kW (65 koní), který sloužil jako dočasné řešení před použitím zcela nově vyvinutého motoru. Tím byl od roku 1957 čtyřválcový motor s hliníkovým blokem a rozvodem OHV, vůbec první sovětský motor této konstrukce. Jeho objem činil 2 445 cm3 a poskytoval výkon až 52 kW (71 koní). S délkou 4 810 mm se Volha na evropské poměry řadila mezi velké automobily, šířka činila 1 800 mm a výška 1 610 mm. Přední zavěšení kol bylo nezávislé s lichoběžníkovou polonápravou a vinutými pružinami, vzadu zůstávala tuhá náprava. Převodovka byla manuální, třístupňová, ovšem v letech 1957 až 1959/60 existovala i provedení s automatikou. Podle ČSN se spotřeba paliva pohybovala okolo průměrné hranice 13 litrů na 100 km. Interiér byl v porovnání s ostatními sovětskými automobily pohodlnější a prostornější. Nedělená sedadla umožňovala lůžkovou úpravu, přední sklo bylo panoramatické (z jednoho kusu).
V roce 1958 dochází k technickým i designovým změnám, díky nimž se Volhy po tomto datu označují jako série 2. Největší změny designu se odehrály na přídi vozu, kde byla původně horizontálně orientovaná maska chladiče s chromovanými lištami a pěticípou hvězdou uprostřed nahrazena chromovaným panelem se šestnácti svislými otvory sání. Jiný byl i tvar nárazníků i umístění blinkrů v jejich rozích. Úpravy motoru se týkaly hlavně použitím různých kompresních poměrů. Základní poměr 6,6 s výkonem 52 kW doplnily varianty motoru s poměrem 7,15 (55 kW) a 7,5 (nejvýkonnější - 59 kW), které byly určené především na export.
Od roku 1962 se vozy Volha GAZ-21 díky modernizaci označují jako 3. série. Designové změny se opět týkaly především čelní masky, kde přibylo velké množství svislých žeber. Z přední části kapoty zmizel vzpínající se jelen od návrháře V. I. Arjamova, který zdobil Volhy 1. a 2. série, který ovšem zároveň představoval hrozbu při kolizi chodce s vozem. V tomto roce byla také zavedena do výrobního programu verze s pravostranným řízením. Motor dostal spolehlivější karburátor, který měl za následek zvýšení výkonu, který podle stupně komprese dával výkon od 55 kW (75 koní) do 63 kW (85 koní). Poslední, nejvýkonnější provedení dosahovalo maximální rychlosti až 135 km/h. Další úpravy postihly nárazníky a zavěšení předních kol nově s teleskopickými tlumiči.
Výroba vozu GAZ-21 Volha byla ukončena v roce 1970, dva roky po uvedení jeho nástupce, Volhy druhé generace M-24. Celkem se ve všech provedeních (sedan i kombi) a sériích vyrobilo na 638 875 exemplářů.

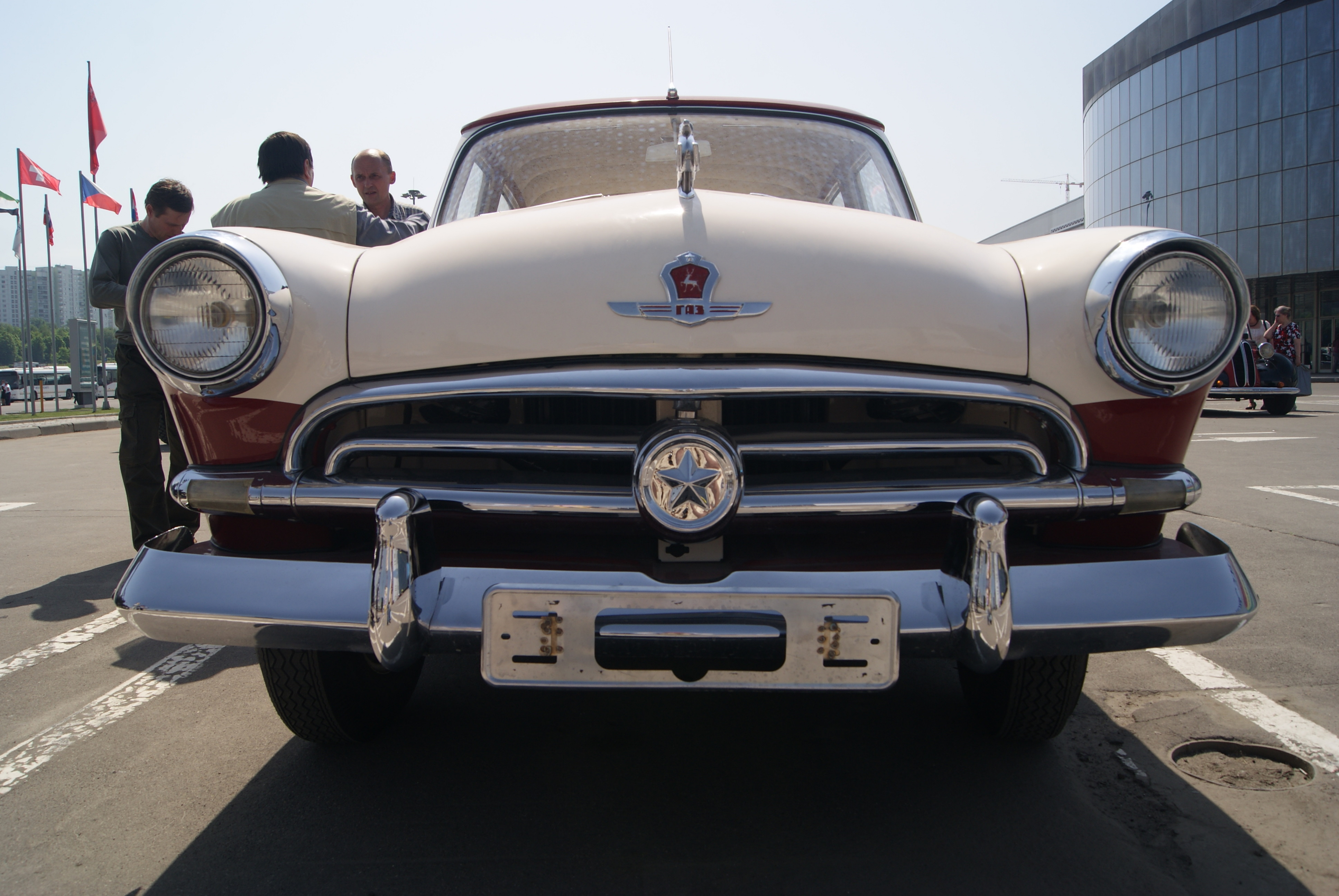
GAZ M-21 1. série (1956-1958)
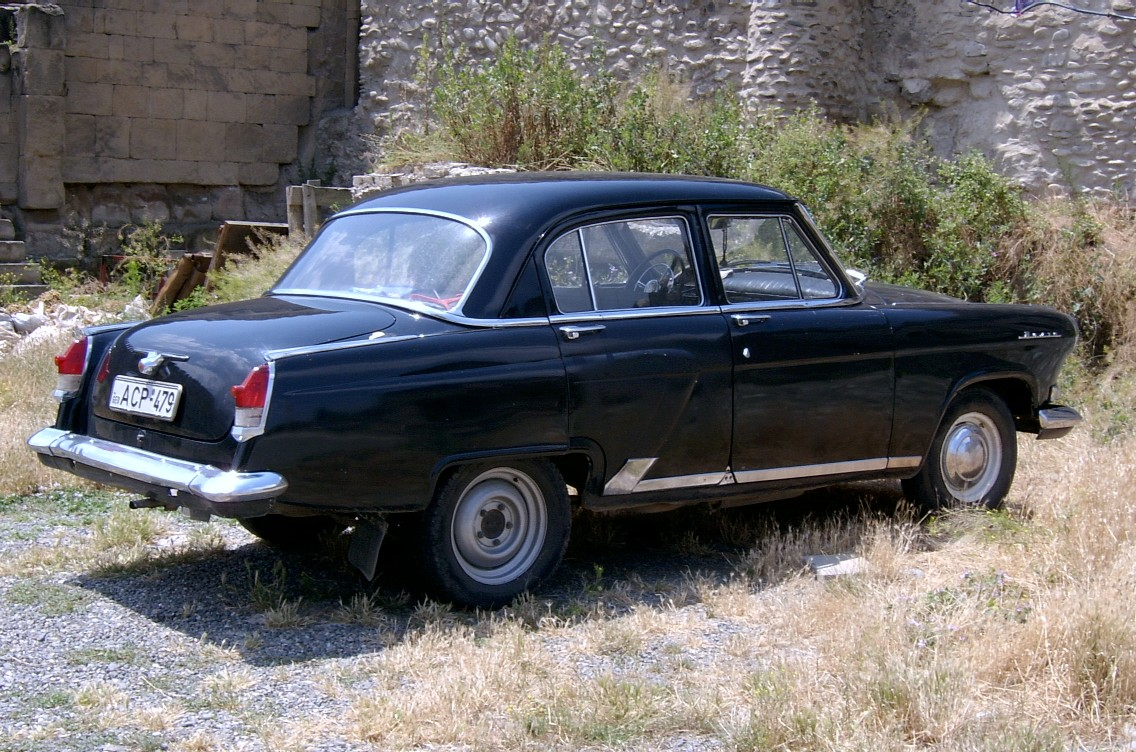
GAZ M-21
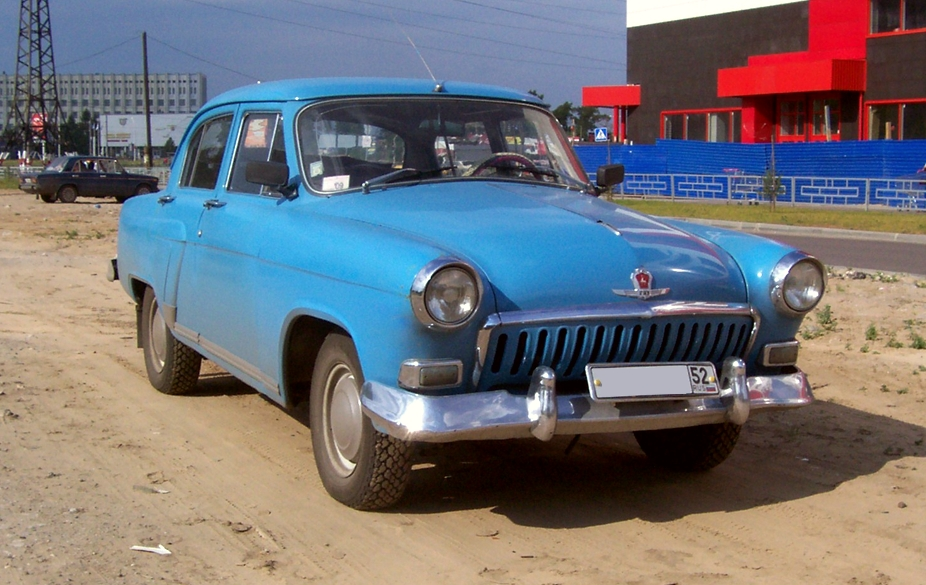
GAZ M-21 série 2 (1958-1962)
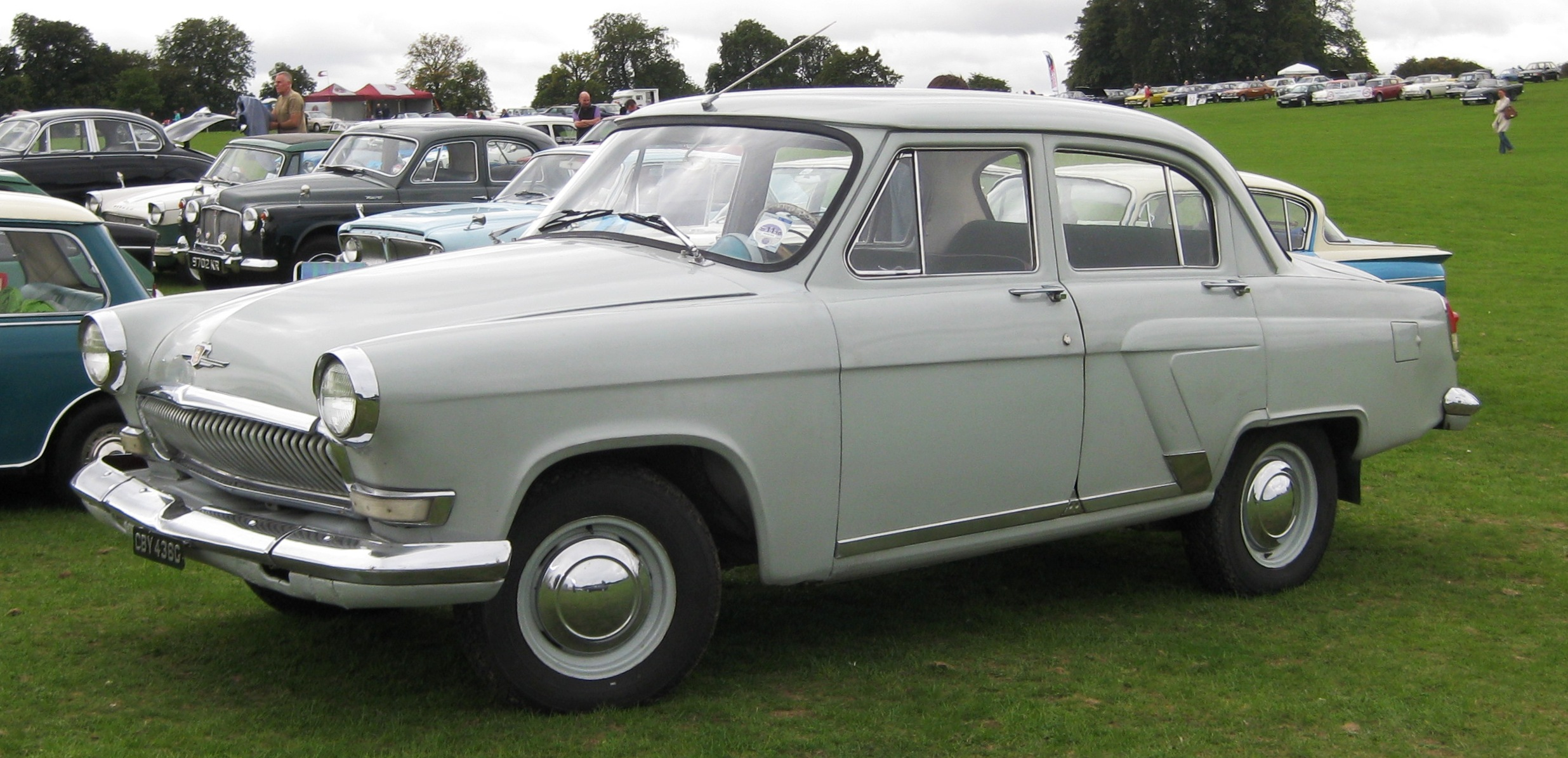
GAZ M-21 série 3 (1962-1970)
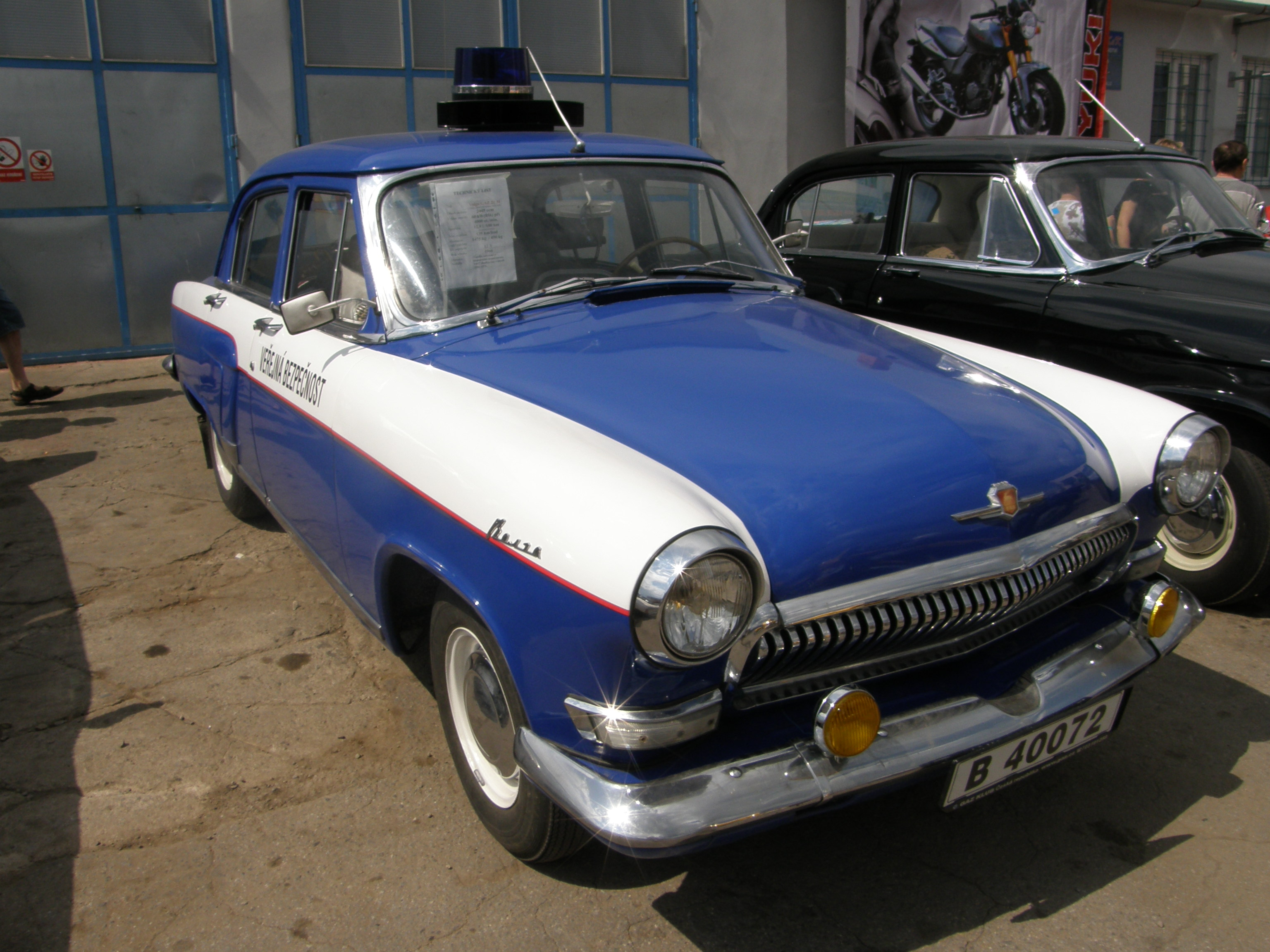
M-21 3. série pro VB

### Provedení
Od počátku se vůz prodával ve standardním provedením pro domácí sovětský trh i v provedení na export, které se od sebe lišily zejména výkonnějšími variantami motoru a menších designových změn. Oblíbenou se Volha stala u taxikářů, pro jejichž účely vyjížděly z továrny vozy přímo určené pro tuto službu. V Československu Volha patřila k nejluxusnějším vozům na trhu a byla užívána především zaměstnanci státních podniků nebo jako vůz Veřejné bezpečnosti.
Vůz se vyvážel do mnoha západoevropských zemí, největší ohlas sklidil v Belgii, kde se pro potřeby zemí Beneluxu také montoval z dovezených dílů, konkrétně v továrně v Antverpách. Zde byly také pod kapotu Volhy instalovány různé alternativy ke standardnímu motoru, např. dieselový motor Perkins o objemu 1,6 litru. Existovala také verze s motorem Rover (2,3 litr) nebo Peugeot.
V letech 1962 až 1970 probíhala výroba nejvýkonnějšího provedení Volhy první generace, která nesla jméno Volha GAZ M-23. Namísto čtyřválce dostala větší motor V8 z luxusní limuzíny GAZ 13 Čajka o objemu úctyhodných 5,5 litru a automatickou převodovku. Motor poskytoval výkon 144 kW (195 koní) a vůz s ním dosahoval maximální rychlosti až 170 km/h, byl však až o 100 kg těžší a tato nadbytečná hmotnost se projevovala ve větší nedotáčivosti automobilu. Sloužil především účelům KGB a za osm let výroby vzniklo pouze přes 600 exemplářů.

## GAZ M-22

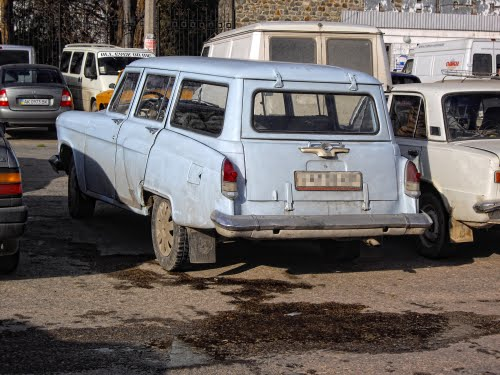
GAZ M-22

V roce 1962 začala výroba provedení kombi prodávaná pod vlastním jménem jako GAZ M-22 Universal. První prototyp byl představen již v roce 1959. Praktičtější provedení kombi mělo pětici dveří (zadní dělené) a sklopitelná zadní sedadla. První exempláře se vyráběly ještě vzhled přední masky druhé série (se soškou jelena na kapotě), ovšem brzy se rozběhla výroba s designem v duchu sedanu 3. série. Délka i šířka vozu zůstaly oproti sedanu beze změn, pouze výška stoupla o 10 mm. Užitečná hmotnost vozu se zvýšila oproti provedení kombi o celých 100 kg na celkových 550 kg. Nutnost vykompenzovat zvýšenou zátěž přinesla zesílení zavěšení a odpružení zadní nápravy i robustnější pneumatiky a disky kol.